# East Dean (Gloucestershire)
East Dean – przysiółek w Anglii, w Gloucestershire. Leży 18,1 km od miasta Gloucester i 172,1 km od Londynu. W 1951 roku civil parish liczyła 14 152 mieszkańców.